# Нордзее-канал
52°25′44″ пн. ш. 4°45′20″ сх. д. / 52.428916666667° пн. ш. 4.7556638888889° сх. д.
Нордзее-канал (нід. Noordzeekanaal) або Північноморський канал — судноплавний канал у Нідерландах, між Амстердамом та містом Еймейден. Є основним водним шляхом, що сполучає порт Амстердама з Північним морем — щорічно через канал завдовжки 27 км проходить понад 100 тис. суден. Максимальна водотоннажність суден — 90 тис. т
Східний край каналу знаходиться у колишній гавані Ей, звідки також відгалужується Амстердам-Рейн-канал. Стік Нордзее-каналу у Північне море відбувається через систему шлюзів в Еймейден, де розташована найбільша помпувальна станція Європи.

## Історія
В 1824 році для покращення сполучення між гаванню Амстердама і Північним морем було прокопано Нордголландс-канал. Проте він був довгим і вузьким і досить швидко перестав справлятися з потоком кораблів. За декілька десятиліть було вирішено побудувати новий водний шлях, який би найкоротшим шляхом виходив до моря.
Земляні роботи почалися 8 березня 1865 року на березі Північного моря. Оскільки жодна нідерландська компанія не побажала реалізувати проєкт, роботи проводилися англійцями. Канал був проритий з використанням лише ручної сили, причому робочі жили в поганих умовах.
Північноморський канал було прокопано через стару гавань Ей і вирівняно дамбами (сумарна довжина побудованих дамб склала 17 км), а частина гавані, що залишилася, була перетворена на польдери. З боку узбережжя було прокопано через дюни у Велс. Для організації стоку і здійснення судноплавства по притоках річки Ей, таких як Спарне, Заан та Науернасе-Варт, використовують декілька допоміжних каналів. Канал було офіційно відкрито 1 листопада 1876 року у присутності короля Вільгельма III. Протягом наступних років канал декілька разів розширювався і поглиблювався.
На східному закінченні каналу гавань Ей з'єднувалася з Зейдерзее до 1872 року, коли були споруджені Помаранчеві шлюзи. В 1876 році на березі моря був засновано нове місто Еймейден (у перекладі з нідерландської — «гирло Ей»), в якому збудували невелику систему Південних шлюзів («Zuidersluis»). В 1896 році спорудили Середні шлюзи («Middensluis»), а 1929 році побудована найбільша шлюзова система в Європі того часу — Північні шлюзи («Noordersluis»). По будівництву цих шлюзів Нордзее-канал і гавань Ей втратили вільне сполучення з морем і рівень води в них стало можливо регулювати.

## Бокові канали
Нордзее-канал та Ей мають 10 бічних каналів (нід. Zijkanaal), які з'єднуються з річками та іншими каналами, що несли свої води в бухту Ей до її перебудови.
- Бічний канал «A» — з'єднує Нордзее-канал з гаванню Бевервейка, також служить паводковим каналом для укріплень Амстердама.
- Бічний канал «B» — з'єднував Спарндам[en] з Нордзее-каналом, але був відрізаний при будівництві шосе A9 в 1960-х. На початок ХХІ сторіччя використовується для спортивного веслування і швартування будинків на воді.
- Бічний канал «C» — з'єднує річку Спарне в Спарндамі з Нордзее-каналом в Бейтенеёйзене.
- Бічний канал «D» — з'єднує Нордзее-канал з Науернасе-Варт.
- Бічний канал «E» — дуже короткий канал, що з'єднує Нордзее-канал з південною частиною Вестзана.
- Бічний канал «F» — з'єднував Галфвеґ з Нордзее-каналом, на початок ХХІ сторіччя практично засипаний. Невелика частина використовується як дренажний канал.
- Бічний канал «G» — з'єднує Зандам і річку Заан з Нордзее-каналом.
- Бічний канал «H» — з'єднує Барндегат з Нордзее-каналом.
- Бічний канал «I» — з'єднує Іст-Зан-Овертум з річкою Ей.
- Бічний канал «K» — з'єднує гавань Ньївендам[en] з річкою Ей.

## Шлюзи

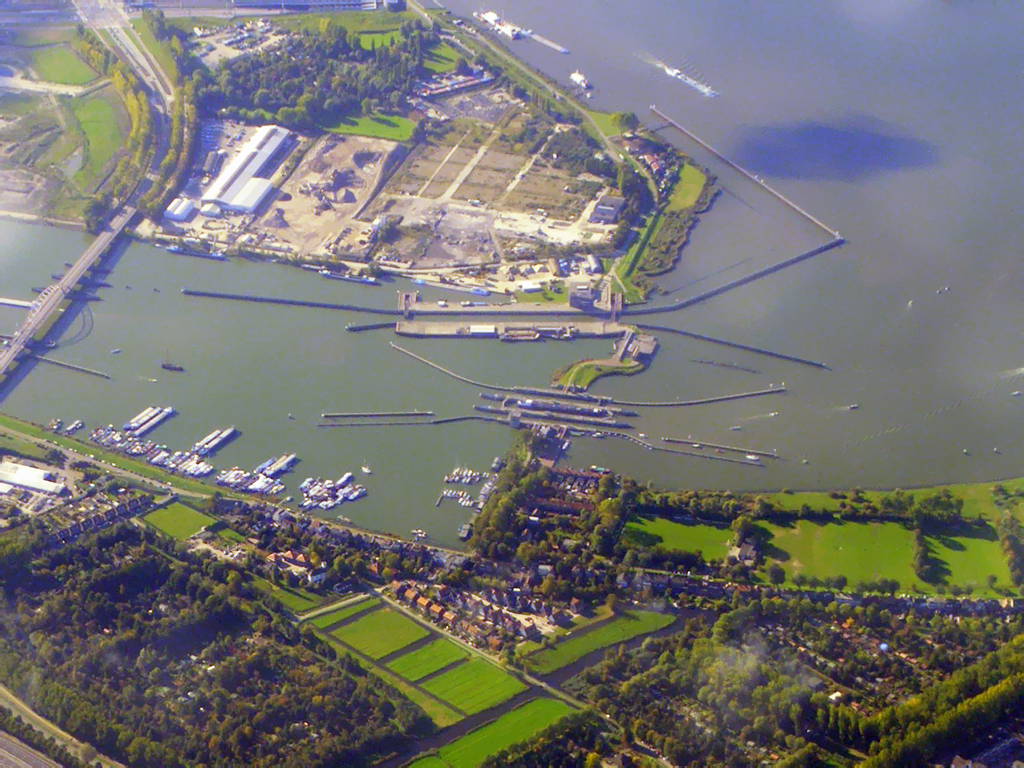
Помаранчеві шлюзи на вході в озеро Еймер.

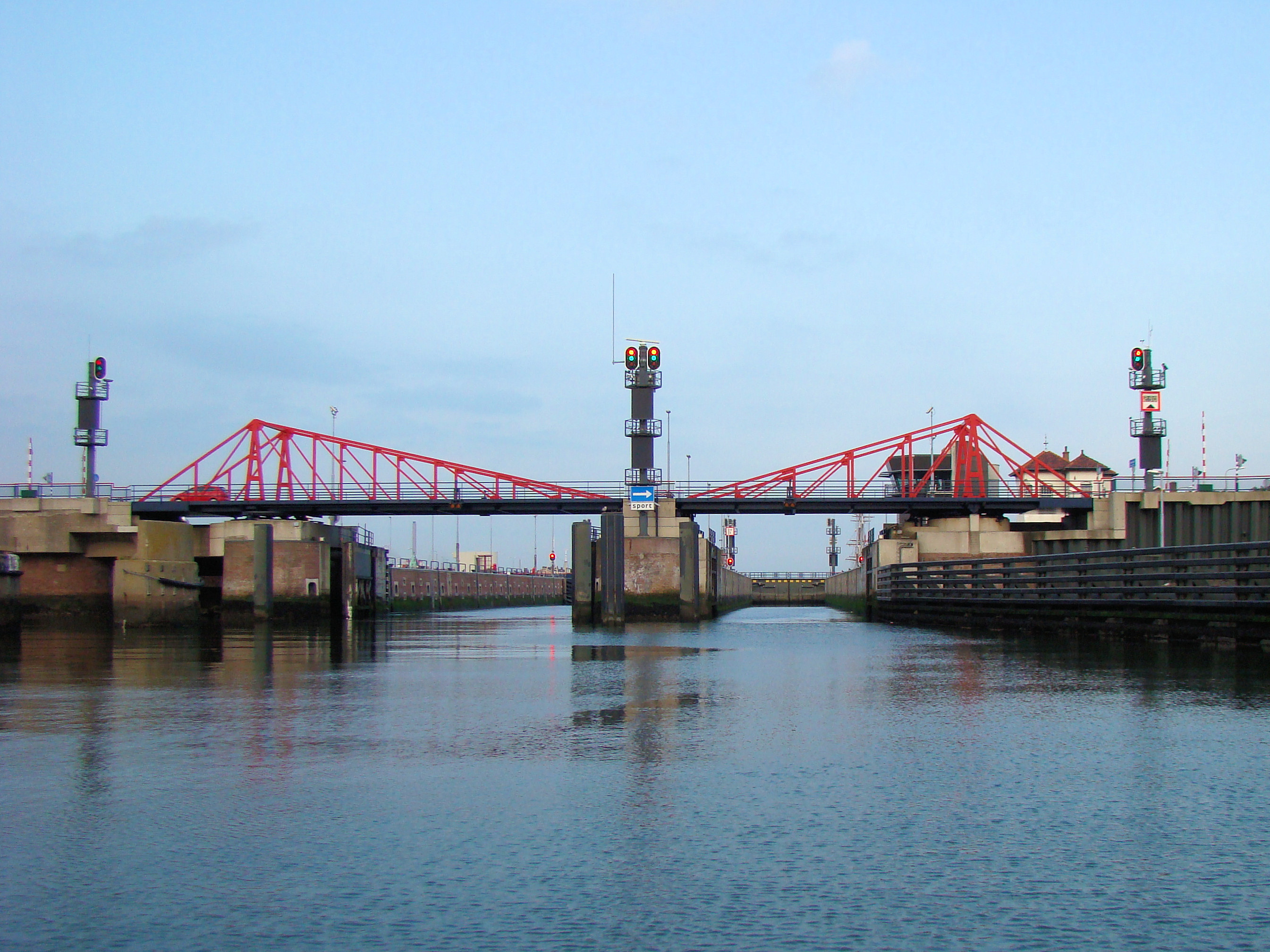

На виході до Північного моря на каналі розташовані 4 шлюзи:
| Назва    | Рік створення | Розміри (довжина × ширина × глибина) метри |
| -------- | ------------- | ------------------------------------------ |
| Південні | 1876          | 110 × 20 × 8                               |
| Малі     | 1876          | 110 × 11 × 3,5                             |
| Середні  | 1896          | 225 × 25 × 10                              |
| Північні | 1929          | 400 × 50 × 15                              |

## Мости і тунелі
Залізничні тунелі:
- Між Амстердам-Слотердайк та Зандам

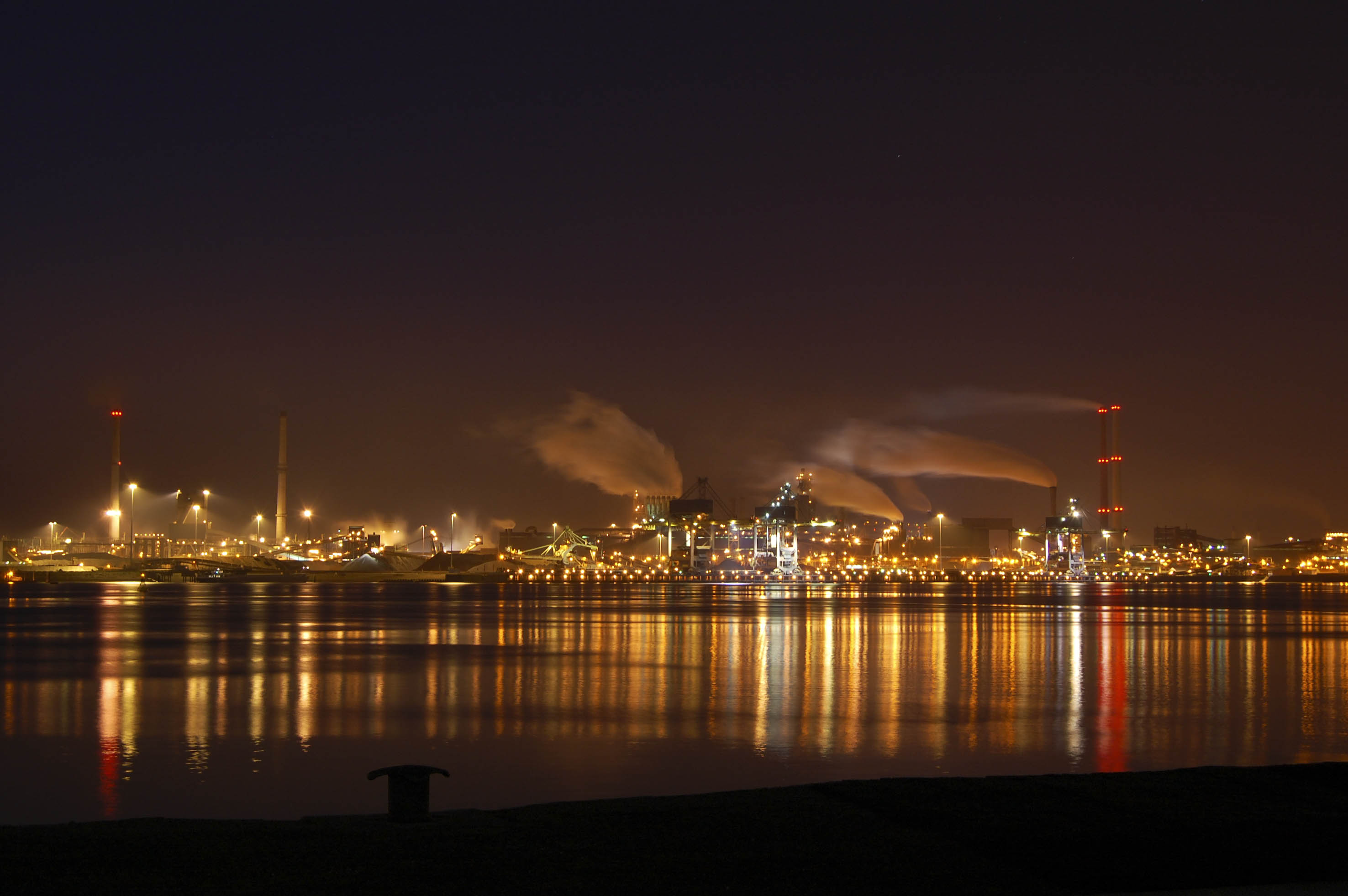
Нордзее-канал вночі

- Між Центральним вокзалом та Нордерпарк
- Між залізничними станціями Дріегуйс та Бевервійк

Автомобільні мости і тунелі (зі сходу на захід):
- Зебурзький тунель та Зебурзький міст
- Зейдерзевег
- Ей-тунель
- Тунель Куна
- Вейкер-тунель (частина шосе A9)
- Велсерський тунель

Найзахідніша дорога через канал проходить по шлюзах. В Амстердамі також є кілька поромів через Ей, принаймні один безкоштовний і цілодобовий.